# Alfabetets historia
Alfabetets historia sträcker sig tillbaka till det forntida Egypten, mer än tusen år efter det att skrivkonsten uppstår. Det första renodlade alfabetet uppstod cirka 2000 f. Kr. och var de semitiska arbetarnas i Egypten språk. Detta uppstod ur samma alfabetiska principer som de egyptiska hieroglyferna. De flesta av världens alfabet idag kommer direkt från denna utveckling, till exempel det grekiska och det latinska alfabetet, eller så är de påverkade av dess utformning.

## Föralfabetiska tecken

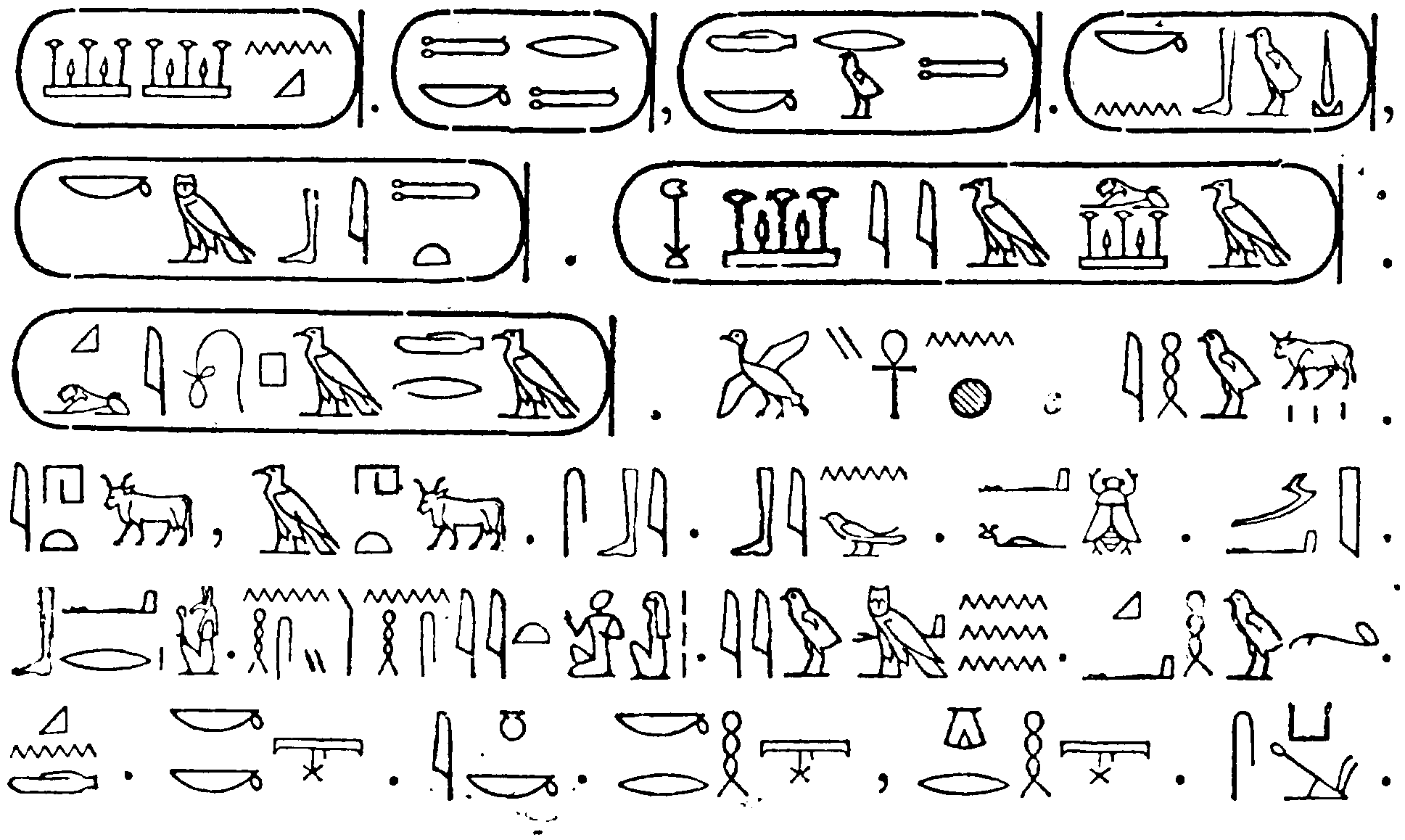
Hieroglyfer

Två typer av tecken är väl belagda från tiden före slutet av 3000-talet f. Kr., kilskriften och de egyptiska hieroglyferna. Båda var välkända i den del av mellanöstern där det första allmänt använda alfabetet, det feniciska alfabetet, uppkom. Det finns tecken på att kilskriften utvecklade alfabetiska områden i några språk där den användes, vilket kan ses i fornpersisk kilskrift, men numera tror man att denna utveckling var en sidolinje och inte ett upphov till alfabetet. Stavelseskriften från Byblos har stora likheter med både med hieroglyfer och det feniciska alfabetet, men eftersom den inte är dechiffrerad kan man inte bedöma dess roll då det gäller alfabetets uppkomst.